# Klein-Pöchlarn
Klein-Pöchlarn – gmina targowa w Austrii, w kraju związkowym Dolna Austria, w powiecie Melk. Liczy 937 mieszkańców (1 stycznia 2014).